# فريدريك تايلور (لاعب كرة قدم)
فريدريك تايلور (بالإنجليزية: Fred Taylor)‏ (و. 1976  م) هو لاعب كرة قدم أمريكية، من الولايات المتحدة، ولد في باهوكي، يلعب كراكض للخلف ‏.

## التعليم
تعلم في Glades Central High School ‏.

## وصلات خارجية
- فريدريك تايلور على موقع إي إس بي إن.كوم (أن.أف.أل)3
- فريدريك تايلور على موقع مرجع كرة القدم المحترفة.كوم (الإنجليزية)
- فريدريك تايلور على موقع قاعة فلوريدا للمشاهير الرياضية (الإنجليزية)

- فريدريك تايلور على موقع IMDb (الإنجليزية)